# Armenischer Kalender
Der armenische Kalender (altarmenische Ära) ist eine Unterart des ägyptischen Kalenders. Seine Einführung steht im Zusammenhang mit der Trennung der Armenischen Apostolischen Kirche von der Römischen Reichskirche. Er beginnt im Jahr 552 n. Chr. Erster Tag (Epoche) ist nach julianischem Kalender der 11. Juli 552. Bis zur Einführung des Christentums wurde vom 11. August 2492 v. Chr. ausgegangen (legendärer Sieg von König Hayk über den babylonischen König Bel).

## Jahr
Das armenische Kalenderjahr ist wie das ägyptische ein Wandeljahr mit 365 Tagen. Es besteht aus 12 Monaten mit je 30 Tagen und 5 Zusatztagen. Es gibt keine Schaltjahre. Dadurch ist das armenische Jahr um rund 1/4 Tag zu kurz gegenüber dem Sonnenjahr; gegenüber dem julianischen Kalender wandern die Tage alle 4 Jahre um einen Tag zurück. Nach 1460 Jahren durchläuft der Jahresanfang ein julianisches Jahr, 1461 Jahre des armenischen Kalenders entsprechen 1460 julianischen Kalenderjahren.
Die Jahreszählung beginnt mit dem 11. Juli 552 (Datum im julianischen Kalender), das heißt, der 1. Tag des Monats Nawasard im Jahr 1 ist der 11. Juli 552. Die Jahreszahlen werden üblicherweise mit armenischen Zahlen geschrieben.
Beispiel: ՟ԹՎ ՇԻԹ = t‘vin 529 = 1080/81 n. Chr. (Շ = 500, Ի = 20, Թ = 9)

## Monatsnamen
Die Monatsnamen lauten:
| Նավասարդ | Nawasard |
| Հոռի     | Hoṙi     |
| Սահմ     | Sahm     |
| Տրե      | Tre      |
| Քաղոց    | K‘ałoc‘  |
| Արաց     | Arac‘    |
| Մեհեկ    | Mehek    |
| Արեգ     | Areg     |
| Ահեկան   | Ahekan   |
| Մարերի   | Mareri   |
| Մարգաց   | Margac‘  |
| Հրոտից   | Hrotic‘  |